# Fettuccine

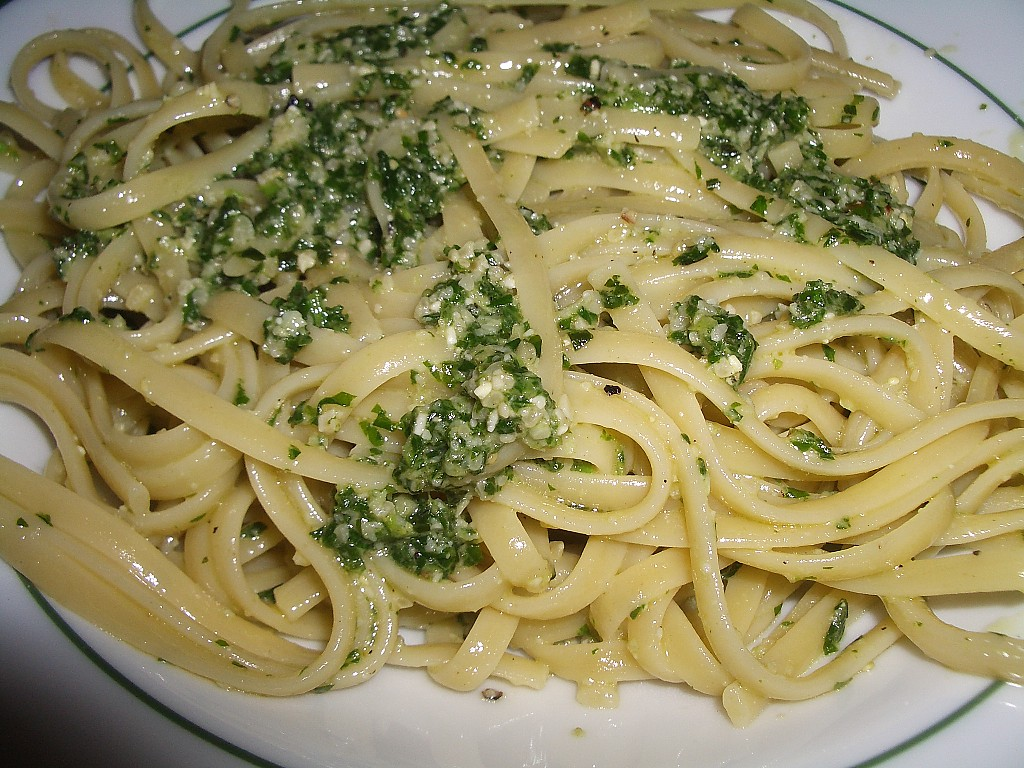
Fettuccine amb "pesto alla genovese"

Fettuccine, singular "fettuccina" (italià), és un tipus de pasta originari del Laci. Aquesta pasta és ideal per menjar al pesto.

## Descripció
Una de les seues característiques més importants és que és un fideu pla elaborat amb ou i farina. Generalment es venen secs (en italià: asciutti), encara que els de més qualitat se solen vendre frescos, acabats de fer a mà o, en el seu detriment, recent eixits de la màquina de fer pasta.
Igual que les tagliatelle, les fettuccine es comercialitzen en "nius" (nidi o matasse).

## Nom
El nom "fettuccine" significa literalment 'cintetes' en italià.
En català aquest tipus de pasta es coneix amb el nom de tallarines, car llur forma és pràcticament idèntica a la pasta coneguda a Itàlia com a "tagliatelle".
A l'Argentina és molt comú el consum de fettuccines amb tuco i en certes ocasions se'ls diu «cintitas».

## Fettuccine Alfredo
El Fettuccine Alfredo és nom que se li dona a la combinació del plat amb Salsa Alfredo. La preparació és un clàssic molt antic de la cuina italiana, el seu nom original en italià és Fettuccine al burro (Fettuccine a la manteca). Fou en 1914, l'amo del restaurant romà "Alfredo alla Scrofa", Alfredo di Lelio, que assolí imprimir el seu nom al plat al servir-lo d'una forma molt vistosa i espectacular.
Actualment a Itàlia la preparació se segueix coneixent com "Fettuccine al burro", dient-se-la "Alfredo" especialment als Estats Units, on són molt populars.